# Bolesław V. (Warschau)

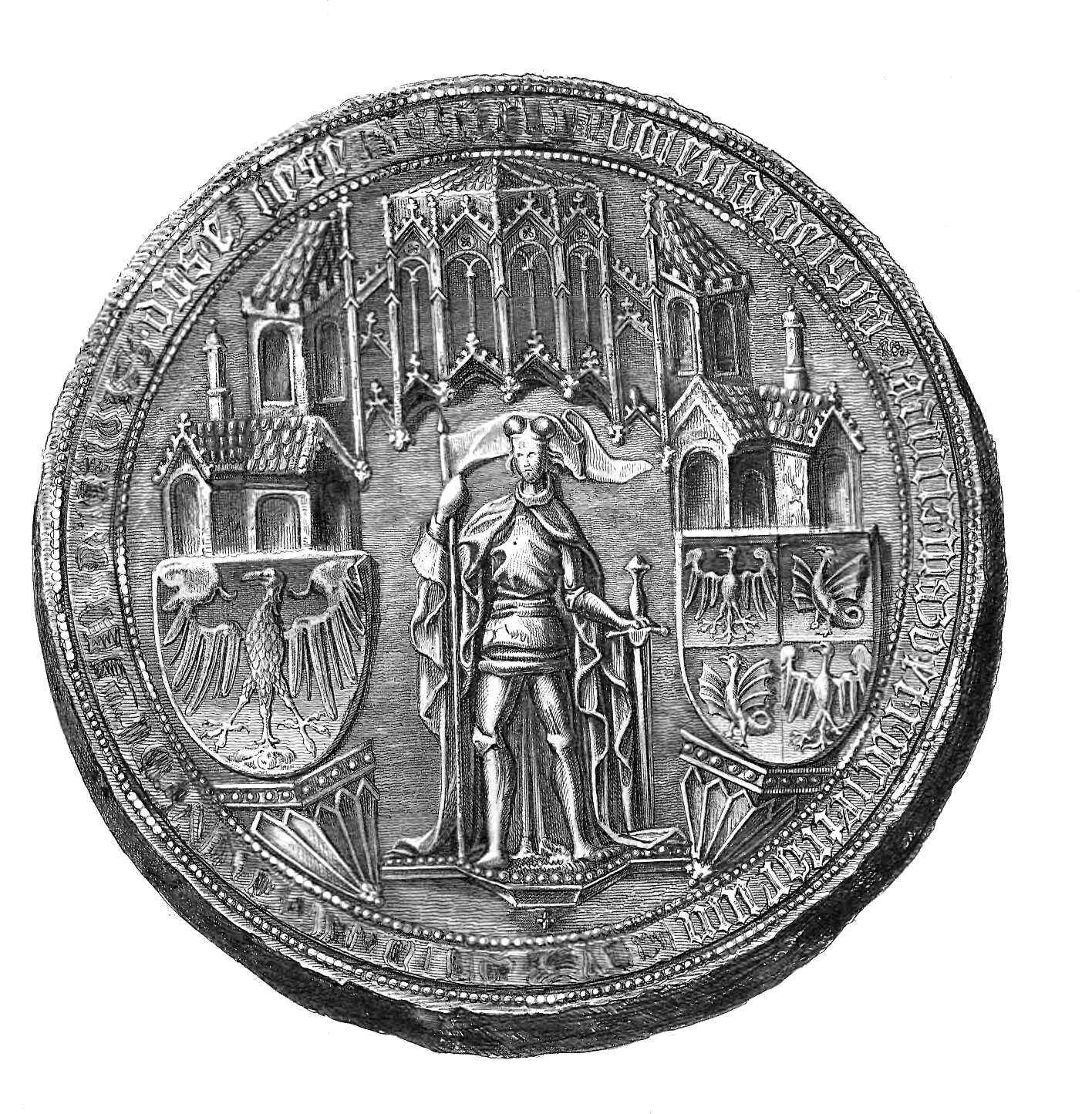
Siegel

Bolesław V. (poln. Bolesław V warszawski; * 1453; † am 27. August 1488) war ein Herzog in Masowien. Er entstammte dem Adelsgeschlecht der masowischen Piasten. Er war ab 1454 zusammen mit seinen Brüdern Kazimierz III., Konrad III. und später auch Janusz II. Fürst von Warschau, Czersk, Nur, Łomża, Liw, Różan, Ciechanów, Wyszogród und Zakroczym. 1462 kam es zur Aufteilung unter den Brüdern und Bolesław V. erhielt Warschau, Nur und Różan. 1484 verzichtete er auch auf Błonie, Tarczyn, Zakroczym und Kamieńczyk.

## Leben
Bolesław V. war der siebtälteste Sohn von Herzog Bolesław IV. († 1454) und der Kiewer Prinzessin Barbara Aleksandrówna. Nach dem Tod seines Vaters wurden die Regierungsgeschäfte zunächst von seiner Mutter und dem Płocker Bischof Paweł Giżycki geführt. Ab 1462 wurde sein Bruder Konrad III. für volljährig erklärt. 1471 wurden die masowischen Fürstentümer endgültig unter den Brüdern aufgeteilt. 1476 protestierte er erfolglos gegen die Inkorporation von Sochaczew in die polnische Krone. Daraufhin verbündete er sich mit dem Deutschen Orden gegen den polnischen König Kasimir IV. Andreas. Insbesondere unterstützte er die Kandidatur von Nikolaus von Tüngen bei der Besetzung des Bischofsamts in Ermland im Preußischen Pfaffenkrieg. 1484 verzichtete Bolesław V. auf einige seiner Fürstentümer zugunsten seiner Brüder. Nach seinem Tod erhielt zunächst Janusz II. Warschau, der es jedoch im Folgejahr an Konrad III. abtrat.

## Ehe und Familie
Bolesław V. heiratete 1477 Anna Radzanowska, die Tochter des Belser Woiwoden Zygmunt z Radzanowa. Er trennte sich jedoch bereits 1479 von ihr. Die morganatische Ehe blieb kinderlos. Er wurde in der Warschauer Johanneskathedrale neben seinen Ahnen beigesetzt.